# PLFA II 2017
La PLFA II 2017 è la 6ª edizione del campionato di football americano di terzo livello, organizzato dalla PZFA.

## Squadre partecipanti
| Club                  | Città         | Stadio                     | Sponsor ufficiale | Risultato nella stagione 2016 |
| --------------------- | ------------- | -------------------------- | ----------------- | ----------------------------- |
| Angels Toruń          | Toruń         |                            |                   |                               |
| Aviators Mielec       | Mielec        |                            |                   |                               |
| Bielawa Owls          | Bielawa       |                            |                   |                               |
| Crusaders Warszawa    | Varsavia      |                            |                   |                               |
| Dragons Zielona Góra  | Zielona Góra  |                            |                   |                               |
| Green Ducks Radom     | Radom         |                            |                   |                               |
| Hammers Łaziska Górne | Łaziska Górne |                            |                   |                               |
| Kraków Tigers         | Cracovia      |                            |                   |                               |
| Mustangs Płock        | Płock         |                            |                   |                               |
| Panthers Wrocław B    | Breslavia     |                            |                   |                               |
| Patrioci Poznań       | Poznań        |                            |                   |                               |
| Rybnik Thunders       | Rybnik        |                            |                   |                               |
| Rzeszów Rockets       | Rzeszów       |                            |                   |                               |
| Seahawks Gdynia B     | Gdynia        | Stadio Nazionale del Rugby |                   |                               |
| Silvers Olkusz        | Olkusz        |                            |                   |                               |
| Tytani Lublin         | Lublino       |                            |                   |                               |
| Wolverines Opole      | Opole         |                            |                   |                               |
| Zagłębie Steelers     | Będzin        |                            |                   |                               |

## Stagione regolare

### Calendario

#### 1ª giornata
| Radom 23 giugno 2017, ore 19:45 | Green Ducks Radom | 12 – 48 (6-21 0-13 0-7 6-7) referto | Crusaders Warszawa | (500 spett.) |

| Olkusz 24 giugno 2017, ore 13:00 | Silvers Olkusz | 48 – 6 (8-6 16-0 16-0 8-0) referto | Hammers Łaziska Górne | (200 spett.) |

| Bielawa 24 giugno 2017, ore 14:15 | Bielawa Owls | 27 – 18 (6-0 6-0 0-12 15-6) referto | Wolverines Opole | Bielawa Stadion (200 spett.)\| Arbitro: \| Burzec \| |
| Arbitro:                          | Burzec       |                                     |                  |                                                      |

| Rzeszów 24 giugno 2017, ore 15:00 | Rzeszów Rockets | 0 – 21 (0-0 0-6 0-9 0-6) referto | Tytani Lublin | Stadion CWKS Resovia w Rzeszowie (500 spett.)\| Arbitro: \| Karaś \| |
| Arbitro:                          | Karaś           |                                  |               |                                                                      |

| Toruń 24 giugno 2017, ore 16:00 | Angels Toruń | 20 – 0 (0-0 0-0 7-0 13-0) referto | Mustangs Płock | (500 spett.) |

#### 2ª giornata
| Varsavia 1º luglio 2017, ore 17:30 | Crusaders Warszawa | 80 – 0 (38-0 14-0 14-0 14-0) referto | Aviators Mielec | (500 spett.)\| Arbitro: \| Karaś \| |
| Arbitro:                           | Karaś              |                                      |                 |                                     |

| Będzin 2 luglio 2017, ore 12:00 | Zagłębie Steelers | 0 – 20 (0-8 0-6 0-6 0-0) referto | Hammers Łaziska Górne | (100 spett.)\| Arbitro: \| Żołądek \| |
| Arbitro:                        | Żołądek           |                                  |                       |                                       |

| Breslavia 2 luglio 2017, ore 13:00 | Panthers Wrocław B | 35 – 20 (7-0 7-6 7-0 14-14) referto | Dragons Zielona Góra | (100 spett.)\| Arbitro: \| Brueck \| |
| Arbitro:                           | Brueck             |                                     |                      |                                      |

| Poznań 2 luglio 2017, ore 14:00 | Patrioci Poznań | 49 – 8 (14-0 14-0 8-8 13-0) referto | Seahawks Gdynia B | (500 spett.) |

#### 3ª giornata
| Cracovia 8 luglio 2017, ore 13:00 | Kraków Tigers | 20 – 22 (0-8 0-14 6-0 14-0) referto | Silvers Olkusz | (300 spett.) |

| Płock 8 luglio 2017, ore 14:00 | Mustangs Płock | 32 – 3 (8-0 6-3 6-0 12-0) referto | Seahawks Gdynia B | Stadion KS Stoczniowiec Płock (500 spett.) |

| Bielawa 8 luglio 2017, ore 14:15 | Bielawa Owls  | 28 – 24 (7-0 0-16 7-8 14-0) referto | Dragons Zielona Góra | Bielawa Stadion (300 spett.)\| Arbitro: \| Walentynowicz \| |
| Arbitro:                         | Walentynowicz |                                     |                      |                                                             |

| Mielec 8 luglio 2017, ore 17:00 | Aviators Mielec | 0 – 68 (0-26 0-20 0-8 0-14) referto | Tytani Lublin | Gryf Mielec (200 spett.)\| Arbitro: \| Żołądek \| |
| Arbitro:                        | Żołądek         |                                     |               |                                                   |

| Rzeszów 9 luglio 2017, ore 13:00 | Rzeszów Rockets | 34 – 12 (0-12 21-0 13-0 0-0) referto | Green Ducks Radom | stadion CWKS Resovia w Rzeszowie (200 spett.)\| Arbitro: \| Żołądek \| |
| Arbitro:                         | Żołądek         |                                      |                   |                                                                        |

| Breslavia 9 luglio 2017, ore 14:00 | Panthers Wrocław B | 42 – 0 (8-0 21-0 7-0 6-0) referto | Wolverines Opole | (200 spett.) |

| Toruń 9 luglio 2017, ore 14:30 | Angels Toruń | 29 – 64 (7-19 6-12 16-14 0-19) referto | Patrioci Poznań | (250 spett.) |

| Łaziska Górne 9 luglio 2017, ore 14:30 | Hammers Łaziska Górne | 12 – 22 (6-0 6-6 0-16 0-0) referto | Rybnik Thunders | (400 spett.) |

#### 4ª giornata
| Breslavia 15 luglio 2017, ore 13:00 | Panthers Wrocław B | 36 – 12 (14-6 22-6 0-0 0-0) referto | Bielawa Owls | (200 spett.)\| Arbitro: \| Brueck \| |
| Arbitro:                            | Brueck             |                                     |              |                                      |

| Gdynia 15 luglio 2017, ore 14:00 | Seahawks Gdynia B | 9 – 13 (0-6 6-0 3-7 0-0) referto | Angels Toruń | Stadio Nazionale del Rugby (300 spett.) |

| Rybnik 15 luglio 2017, ore 15:00 | Rybnik Thunders | 30 – 6 (8-0 6-6 9-0 7-0) referto | Kraków Tigers | Thunders Field (200 spett.)\| Arbitro: \| Walentynowicz \| |
| Arbitro:                         | Walentynowicz   |                                  |               |                                                            |

| Varsavia 15 luglio 2017, ore 17:00 | Crusaders Warszawa | 40 – 0 (6-0 14-0 14-0 6-0) referto | Rzeszów Rockets | (250 spett.) |

| Olkusz 16 luglio 2017, ore 13:00 | Silvers Olkusz | 42 – 0 (8-0 22-0 6-0 6-0) referto | Zagłębie Steelers | (200 spett.) |

| Poznań 16 luglio 2017, ore 14:00 | Patrioci Poznań | 29 – 34 (0-6 7-15 7-13 15-0) referto | Mustangs Płock | (1000 spett.)\| Arbitro: \| Burzec \| |
| Arbitro:                         | Burzec          |                                      |                |                                       |

| Opole 16 luglio 2017, ore 14:15 | Wolverines Opole | 14 – 60 (8-30 0-0 6-8 0-22) referto | Dragons Zielona Góra | Stadio comunale di atletica leggera (400 spett.) |

| Radom 16 luglio 2017, ore 14:30 | Green Ducks Radom | 58 – 6 (22-0 22-6 6-0 8-0) referto | Aviators Mielec | (300 spett.)\| Arbitro: \| Żak \| |
| Arbitro:                        | Żak               |                                    |                 |                                   |

#### 5ª giornata
| Cracovia 29 luglio 2017, ore 13:00 | Kraków Tigers | 6 – 46 (6-7 0-13 0-19 0-7) referto | Rybnik Thunders | MOS "Wschód" (150 spett.) |

| Toruń 29 luglio 2017, ore 16:00 | Angels Toruń | 30 – 0 (7-0 7-0 10-0 6-0) referto | Seahawks Gdynia B | (200 spett.)\| Arbitro: \| Mucha \| |
| Arbitro:                        | Mucha        |                                   |                   |                                     |

| Zielona Góra 29 luglio 2017, ore 16:00 | Dragons Zielona Góra | 12 – 10 (0-0 0-7 6-0 6-3) referto | Bielawa Owls | (400 spett.) |

| Mielec 30 luglio 2017, ore 12:00 | Aviators Mielec | 6 – 48 (0-13 0-14 0-21 6-0) referto | Rzeszów Rockets | (150 spett.) |

| Płock 30 luglio 2017, ore 13:00 | Mustangs Płock | 34 – 48 (0-7 22-6 6-21 6-14) referto | Patrioci Poznań | Stadion ks stoczniowiec Płock (500 spett.)\| Arbitro: \| Żak \| |
| Arbitro:                        | Żak            |                                      |                 |                                                                 |

| Lublino 30 luglio 2017, ore 13:30 | Tytani Lublin | 40 – 12 (14-6 13-6 7-0 6-0) referto | Green Ducks Radom | (900 spett.) |

| Opole 30 luglio 2017, ore 14:15 | Wolverines Opole | 6 – 35 (0-7 0-14 0-8 6-6) referto | Panthers Wrocław B | Stadio comunale di atletica leggera (300 spett.)\| Arbitro: \| Walentynowicz \| |
| Arbitro:                        | Walentynowicz    |                                   |                    |                                                                                 |

#### 6ª giornata
| Będzin 5 agosto 2017, ore 12:00 | Zagłębie Steelers | 0 – 33 (0-0 0-6 0-20 0-7) referto | Silvers Olkusz | (150 spett.)\| Arbitro: \| Mucha \| |
| Arbitro:                        | Mucha             |                                   |                |                                     |

| Gdynia 5 agosto 2017, ore 16:00 | Seahawks Gdynia B | 9 – 33 (3-6 0-6 0-0 6-21) referto | Mustangs Płock | Stadio Nazionale del Rugby (200 spett.) |

| Zielona Góra 5 agosto 2017, ore 16:00 | Dragons Zielona Góra | 44 – 6 (8-0 14-6 8-0 14-0) referto | Wolverines Opole | (350 spett.) |

| Lublino 6 agosto 2017, ore 14:00 | Tytani Lublin | 35 – 0 (7-0 13-0 8-0 7-0) referto | Rzeszów Rockets | (300 spett.) |

| Poznań 6 agosto 2017, ore 14:00 | Patrioci Poznań | 55 – 0 (21-0 14-0 14-0 6-0) referto | Angels Toruń | (2000 spett.) |

| Bielawa 6 agosto 2017, ore 14:15 | Bielawa Owls | 21 – 26 (12-0 3-14 6-0 0-12) referto | Panthers Wrocław B | Bielawa Stadion (300 spett.)\| Arbitro: \| Brueck \| |
| Arbitro:                         | Brueck       |                                      |                    |                                                      |

| Łaziska Górne 6 agosto 2017, ore 14:30 | Hammers Łaziska Górne | 30 – 14 (0-0 16-8 8-0 6-6) referto | Kraków Tigers | (300 spett.) |

#### 7ª giornata
| Cracovia 12 agosto 2017, ore 15:00 | Kraków Tigers | 26 – 20 (d.t.s.) (14-6 0-8 0-0 0-0 12-6) referto | Zagłębie Steelers | MOS "Wschód" (150 spett.)\| Arbitro: \| Brueck \| |
| Arbitro:                           | Brueck        |                                                  |                   |                                                   |

| Radom 12 agosto 2017, ore 16:30 | Green Ducks Radom | 14 – 28 (0-14 8-0 0-6 6-8) referto | Tytani Lublin | (250 spett.)\| Arbitro: \| Żołądek \| |
| Arbitro:                        | Żołądek           |                                    |               |                                       |

| Mielec 13 agosto 2017, ore 12:00 | Aviators Mielec | 0 – 80 (0-34 0-14 0-16 0-16) referto | Crusaders Warszawa | (150 spett.) |

| Rybnik 13 agosto 2017, ore 14:00 | Rybnik Thunders | 14 – 12 (0-12 7-0 7-0 0-0) referto | Hammers Łaziska Górne | Thunders Field (350 spett.)\| Arbitro: \| Walentynowicz \| |
| Arbitro:                         | Walentynowicz   |                                    |                       |                                                            |

#### 8ª giornata
| Gdynia 19 agosto 2017, ore 14:00 | Seahawks Gdynia B | 13 – 48 (0-21 6-14 7-7 0-6) referto | Patrioci Poznań | Stadio Nazionale del Rugby (200 spett.)\| Arbitro: \| Mucha \| |
| Arbitro:                         | Mucha             |                                     |                 |                                                                |

| Rybnik 19 agosto 2017, ore 15:00 | Rybnik Thunders | 25 – 16 (0-3 0-7 18-6 7-6) referto | Zagłębie Steelers | Thunders Field (150 spett.) |

| Zielona Góra 19 agosto 2017, ore 16:00 | Dragons Zielona Góra | 14 – 29 (0-7 0-8 6-14 8-0) referto | Panthers Wrocław B | (800 spett.)\| Arbitro: \| Grabarek \| |
| Arbitro:                               | Grabarek             |                                    |                    |                                        |

| Varsavia 19 agosto 2017, ore 17:00 | Crusaders Warszawa | 51 – 6 (16-6 7-0 14-0 14-0) referto | Green Ducks Radom | (200 spett.)\| Arbitro: \| Leoniak \| |
| Arbitro:                           | Leoniak            |                                     |                   |                                       |

| Opole 20 agosto 2017, ore 14:15 | Wolverines Opole | 20 – 53 (0-10 0-19 8-6 12-18) referto | Bielawa Owls | Stadio comunale di atletica leggera (200 spett.) |

| Łaziska Górne 20 agosto 2017, ore 14:30 | Hammers Łaziska Górne | 12 – 48 (14-7 21-0 12-0 7-0) referto | Silvers Olkusz | (150 spett.) |

| Płock 20 agosto 2017, ore 14:30 | Mustangs Płock | 36 – 28 (20-8 8-6 0-7 8-7) referto | Angels Toruń | Stadion ks stoczniowiec Płock (250 spett.) |

#### 9ª giornata
| Rzeszów 26 agosto 2017, ore 13:00 | Rzeszów Rockets | 33 – 0 (14-0 13-0 6-0 0-0) referto | Aviators Mielec | stadion CWKS Resovia w Rzeszowie (300 spett.) |

| Olkusz 26 agosto 2017, ore 16:00 | Silvers Olkusz | 30 – 13 (8-7 6-0 8-6 8-0) referto | Rybnik Thunders | (200 spett.) |

| Będzin 27 agosto 2017, ore 12:00 | Zagłębie Steelers | 10 – 8 (7-0 0-0 0-0 3-8) referto | Kraków Tigers | (200 spett.) |

| Lublino 27 agosto 2017, ore 14:00 | Tytani Lublin | 15 – 39 (8-13 7-6 0-7 0-13) referto | Crusaders Warszawa | (400 spett.) |

### Classifica
La classifica della regular season è la seguente:
- PCT = percentuale di vittorie, G = partite giocate, V = partite vinte,  P = partite perse, PF = punti fatti, PS = punti subiti

#### Girone Nord
| Pos. | Squadra           | PCT  | G | V | P | PF  | PS  |
| ---- | ----------------- | ---- | - | - | - | --- | --- |
| 1    | Patrioci Poznań   | .750 | 8 | 6 | 2 | 387 | 209 |
| 2    | Mustangs Płock    | .667 | 6 | 4 | 2 | 169 | 137 |
| 3    | Angels Toruń      | .500 | 6 | 3 | 3 | 120 | 164 |
| 4    | Seahawks Gdynia B | .000 | 6 | 0 | 6 | 42  | 205 |

#### Girone Ovest
| Pos. | Squadra              | PCT   | G | V | P | PF  | PS  |
| ---- | -------------------- | ----- | - | - | - | --- | --- |
| 1    | Panthers Wrocław B   | 1.000 | 8 | 8 | 0 | 325 | 123 |
| 2    | Bielawa Owls         | .500  | 6 | 3 | 3 | 151 | 136 |
| 3    | Dragons Zielona Góra | .500  | 6 | 3 | 3 | 174 | 122 |
| 4    | Wolverines Opole     | .000  | 6 | 0 | 8 | 64  | 261 |

#### Girone Sud
| Pos. | Squadra               | PCT  | G | V | P | PF  | PS  |
| ---- | --------------------- | ---- | - | - | - | --- | --- |
| 1    | Silvers Olkusz        | .857 | 7 | 6 | 1 | 223 | 102 |
| 2    | Rybnik Thunders       | .833 | 6 | 5 | 1 | 150 | 82  |
| 3    | Hammers Łaziska Górne | .333 | 6 | 2 | 4 | 92  | 146 |
| 4    | Kraków Tigers         | .167 | 6 | 1 | 5 | 80  | 158 |
| 5    | Zagłębie Steelers     | .167 | 6 | 1 | 5 | 45  | 154 |

#### Girone Est
| Pos. | Squadra            | PCT  | G | V | P | PF  | PS  |
| ---- | ------------------ | ---- | - | - | - | --- | --- |
| 1    | Crusaders Warszawa | .857 | 7 | 6 | 1 | 358 | 77  |
| 2    | Tytani Lublin      | .833 | 6 | 5 | 1 | 207 | 65  |
| 3    | Rzeszów Rockets    | .500 | 6 | 3 | 3 | 115 | 114 |
| 4    | Green Ducks Radom  | .167 | 6 | 1 | 5 | 114 | 207 |
| 5    | Aviators Mielec    | .000 | 6 | 0 | 6 | 12  | 367 |

## Playoff

### Tabellone
|  | Quarti di finale   | Quarti di finale   | Quarti di finale   |                    |                    | Semifinali         | Semifinali | Semifinali |  |  | VI PLFA II Finał | VI PLFA II Finał | VI PLFA II Finał |  |
|  |                    |                    |                    |                    |                    |                    |            |            |  |  |                  |                  |                  |  |
|  | Silvers Olkusz     | Silvers Olkusz     | 36                 |                    |                    |                    |            |            |  |  |                  |                  |                  |  |
|  | Silvers Olkusz     | Silvers Olkusz     | 36                 |                    |                    |                    |            |            |  |  |                  |                  |                  |  |
|  | Bielawa Owls       | Bielawa Owls       | 28                 |                    |                    |                    |            |            |  |  |                  |                  |                  |  |
|  | Bielawa Owls       | Bielawa Owls       | 28                 |                    | Silvers Olkusz     | Silvers Olkusz     | 0          |            |  |  |                  |                  |                  |  |
|  |                    |                    |                    |                    | Silvers Olkusz     | Silvers Olkusz     | 0          |            |  |  |                  |                  |                  |  |
|  |                    |                    | Panthers Wrocław B | Panthers Wrocław B | 51                 |                    |            |            |  |  |                  |                  |                  |  |
|  | Panthers Wrocław B | Panthers Wrocław B | Panthers Wrocław B | Panthers Wrocław B | 51                 | 52                 |            |            |  |  |                  |                  |                  |  |
|  | Panthers Wrocław B | Panthers Wrocław B |                    |                    |                    |                    |            |            |  |  |                  |                  |                  |  |
|  | Rybnik Thunders    | Rybnik Thunders    | 6                  |                    |                    |                    |            |            |  |  |                  |                  |                  |  |
|  | Rybnik Thunders    | Rybnik Thunders    | 6                  |                    | Panthers Wrocław B | Panthers Wrocław B | 71         |            |  |  |                  |                  |                  |  |
|  |                    |                    |                    |                    |                    |                    |            |            |  |  |                  |                  |                  |  |
|  |                    |                    | Patrioci Poznań    | Patrioci Poznań    | 50                 |                    |            |            |  |  |                  |                  |                  |  |
|  | Crusaders Warszawa | Crusaders Warszawa | Patrioci Poznań    | Patrioci Poznań    | 50                 | 41                 |            |            |  |  |                  |                  |                  |  |
|  | Crusaders Warszawa | Crusaders Warszawa |                    |                    |                    |                    |            |            |  |  |                  |                  |                  |  |
|  | Mustangs Płock     | Mustangs Płock     | 0                  |                    |                    |                    |            |            |  |  |                  |                  |                  |  |
|  | Mustangs Płock     | Mustangs Płock     | 0                  |                    | Crusaders Warszawa | Crusaders Warszawa | 20         |            |  |  |                  |                  |                  |  |
|  |                    |                    |                    |                    | Crusaders Warszawa | Crusaders Warszawa | 20         |            |  |  |                  |                  |                  |  |
|  |                    |                    | Patrioci Poznań    | Patrioci Poznań    | 44                 |                    |            |            |  |  |                  |                  |                  |  |
|  | Patrioci Poznań    | Patrioci Poznań    | Patrioci Poznań    | Patrioci Poznań    | 44                 | 51                 |            |            |  |  |                  |                  |                  |  |
|  | Patrioci Poznań    | Patrioci Poznań    |                    |                    |                    |                    |            |            |  |  |                  |                  |                  |  |
|  | Tytani Lublin      | Tytani Lublin      | 8                  |                    |                    |                    |            |            |  |  |                  |                  |                  |  |

### Quarti di finale
| Breslavia 9 settembre 2017, ore 17:00 | Panthers Wrocław B | 52 – 6 (17-0 21-0 7-6 7-0) referto | Rybnik Thunders | Stadion Sportowy Oławka (200 spett.)\| Arbitro: \| Karaś \| |
| Arbitro:                              | Karaś              |                                    |                 |                                                             |

| Varsavia 9 settembre 2017, ore 18:00 | Crusaders Warszawa | 41 – 0 (7-0 21-0 6-0 7-0) referto | Mustangs Płock | Boisko domowe CRU Dzielnicowego Ośrodka Sportu i Rekreacji (200 spett.) |

| Poznań 10 settembre 2017, ore 14:00 | Patrioci Poznań | 51 – 8 (9-0 21-0 14-0 7-8) referto | Tytani Lublin | (750 spett.) |

| Olkusz 10 settembre 2017, ore 15:30 | Silvers Olkusz | 36 – 28 (8-6 14-0 0-8 14-14) referto | Bielawa Owls | (200 spett.) |

### Semifinali
| Gorenice 30 settembre 2017, ore 14:00 | Silvers Olkusz | 0 – 51 (0-14 0-9 0-21 0-7) referto | Panthers Wrocław B | Leśnik Gorenice (400 spett.)\| Arbitro: \| Karaś \| |
| Arbitro:                              | Karaś          |                                    |                    |                                                     |

| Varsavia 1º ottobre 2017, ore 13:00 | Crusaders Warszawa | 20 – 44 (7-6 7-10 6-7 0-21) referto | Patrioci Poznań | Boisko domowe CRU Dzielnicowego Ośrodka Sportu i Rekreacji (400 spett.)\| Arbitro: \| Leoniak \| |
| Arbitro:                            | Leoniak            |                                     |                 |                                                                                                  |

### VI PLFA II Finał
| Breslavia 15 ottobre 2017, ore 15:30 | Panthers Wrocław B | 71 – 50 (14-6 27-28 14-8 16-8) referto | Patrioci Poznań | Stadion Olimpijski\| Arbitro: \| Rączkowski \| |
| Arbitro:                             | Rączkowski         |                                        |                 |                                                |

## VI PLFA II Finał
La VI PLFA II Finał è stata disputata il 15 ottobre 2017 allo Stadion Olimpijski di Cracovia. L'incontro è stato vinto dai Panthers Wrocław B sui Patrioci Poznań con il risultato di 71 a 50.

## Spareggio promozione
| Bydgoszcz 14 ottobre 2017, ore 14:00 | Bydgoszcz Archers | 20 – 13 (13-0 0-6 7-0 0-7) referto | Tytani Lublin |  |

## Verdetti
- Panthers Wrocław B Campioni della PLFA II 2017